# Papaflessas (film)
Pour plus de détails, voir Fiche technique et Distribution.
Papaflessas (grec moderne : Παπαφλέσσας) est un film grec réalisé par Errikos Andreou et sorti en 1971.
Le film participe à la propagande au service de la dictature des colonels. Il est ce qui en Grèce se rapprocherait le plus du grand film hollywoodien : financé par le plus grand studio la Finos Film, par le producteur attitré des films de propagande du régime James Paris et par le régime lui-même via la Société générale anonyme industrielle et commerciale d'entreprises cinématographiques, Papaflessas fut tourné en décors naturels avec des costumes magnifiques.

## Synopsis
Biographie du combattant éponyme de la guerre d'indépendance grecque : Grigórios Phléssas dit Papaflessas (1788-1825).
Papaflessas, prêtre idéaliste s'engage dans la lutte nationale. Cependant, il est bien vite rattrapé par les nécessités de l'organisation du mouvement qui tombe dans la bureaucratie. En parallèle, sa réputation est menacée par une aventure amoureuse. Lorsqu'il est tué par les troupes égyptiennes, sa mort semble plus un suicide désespéré qu'une défaite au combat.

## Fiche technique
- Titre : Papaflessas
- Titre original : Παπαφλέσσας
- Réalisation : Errikos Andreou
- Scénario : Panos Kontelis
- Décors : Dionysos Fotopoulos
- Costumes : Dionysos Fotopoulos
- Photographie : Dimitris Papakonstantis
- Son : Tasis Palatsiolis et Mimis Kasimatis
- Montage : Aristidis Karydis-Fuchs
- Musique : Kostas Kapnisis (en)
- Producteur : James Paris (el)
- Société(s) de production : Finos Film et Société générale anonyme industrielle et commerciale d'entreprises cinématographiques
- Budget : 12 millions de drachmes
- Pays d'origine : Grèce
- Langue : grec
- Format :  Couleurs, 35 mm
- Genre : Film dramatique, Film biographique, Film de guerre
- Durée : 122 minutes

## Distribution
- Dimitris Papamichail
- Alékos Alexandrákis
- Angelos Antonopoulos (el)
- Katia Dandoulaki (en)
- Chistos Politis (el)
- Fernando Sancho

## Récompenses
Au Festival du cinéma grec 1971 à Thessalonique :  meilleur réalisateur, meilleure production et distinction d'honneur.